# Acacia praelongata
Acacia praelongata är en ärtväxtart som beskrevs av Ferdinand von Mueller. Acacia praelongata ingår i släktet akacior, och familjen ärtväxter. Inga underarter finns listade i Catalogue of Life.